# Вашана (деревня)
Вашана — деревня в Ясногорском районе Тульской области, входит в состав Ревякинского муниципального образования. Расположена на одноимённой реке в 7 км от Ясногорска, высота центра селения над уровнем моря — 227 м. На 2019 год в Вашане улиц и переулков не числится. До середины прошлого века была довольно большим населенным пунктом, через деревню проходил Екатериновский тракт (современное Симферопольское шоссе). Историк Игорь Юркин вычислил день, в который Пётр I с вероятностью 99,9% совершенно точно был на остановочном пункте «Вашана»[значимость факта?]. Деревня газифицирована в 2022 году[значимость факта?].

## Население
| 2010 |
| ---- |
| 20   |